# Aglaophamus groenlandiae
Aglaophamus groenlandiae är en ringmaskart som beskrevs av Hartman 1967. Aglaophamus groenlandiae ingår i släktet Aglaophamus och familjen Nephtyidae. Inga underarter finns listade i Catalogue of Life.